# Lærdal

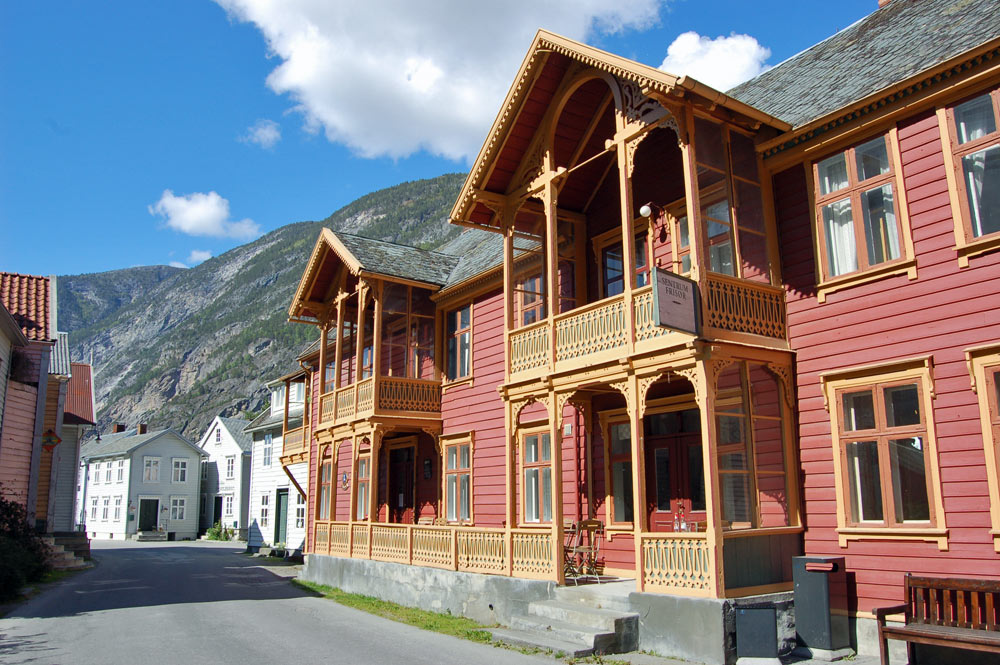
Gamleøyri, Haus im Schweizerstil, 2009

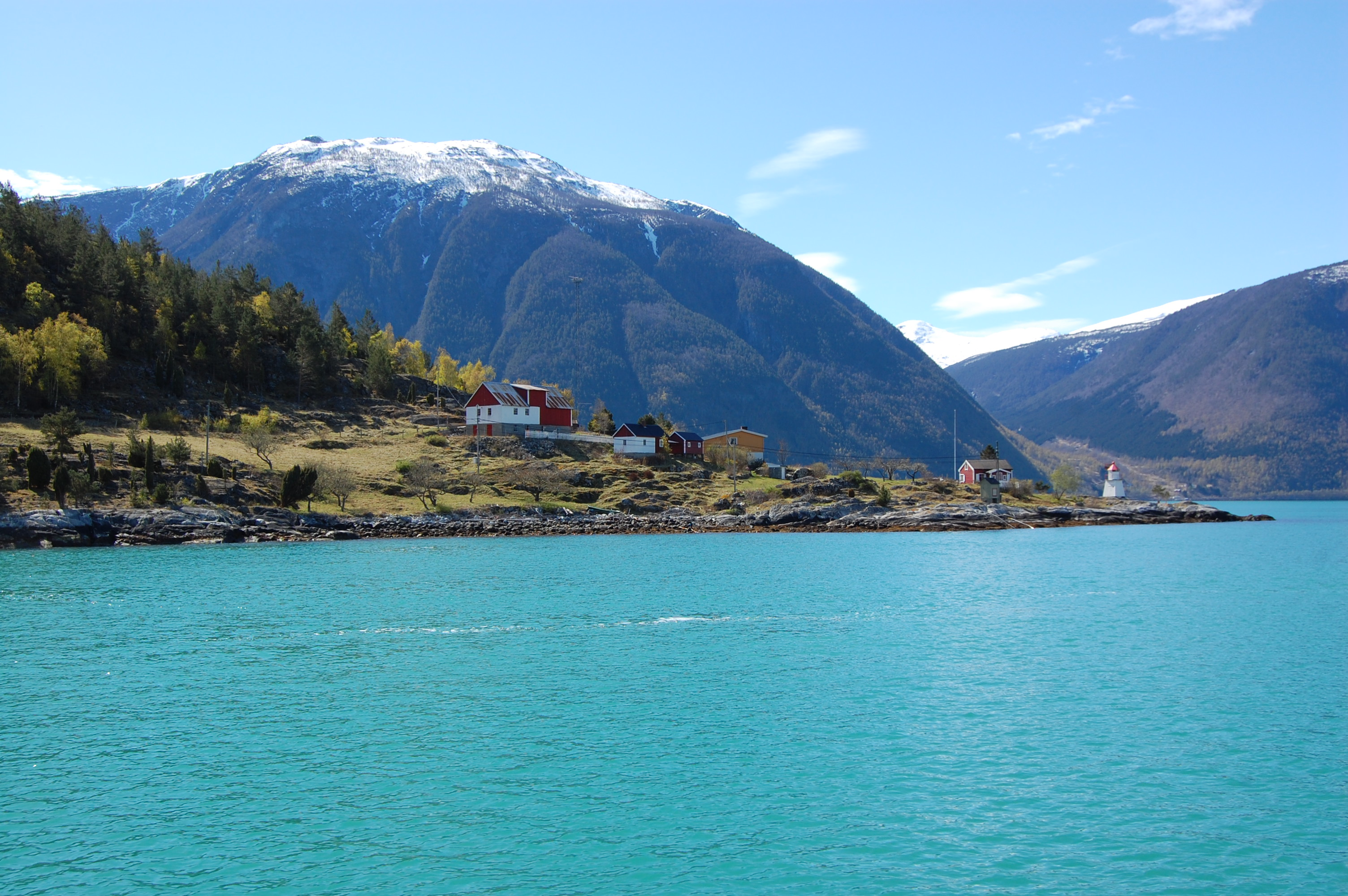
Hof Frodnes am Sognefjord, 2010

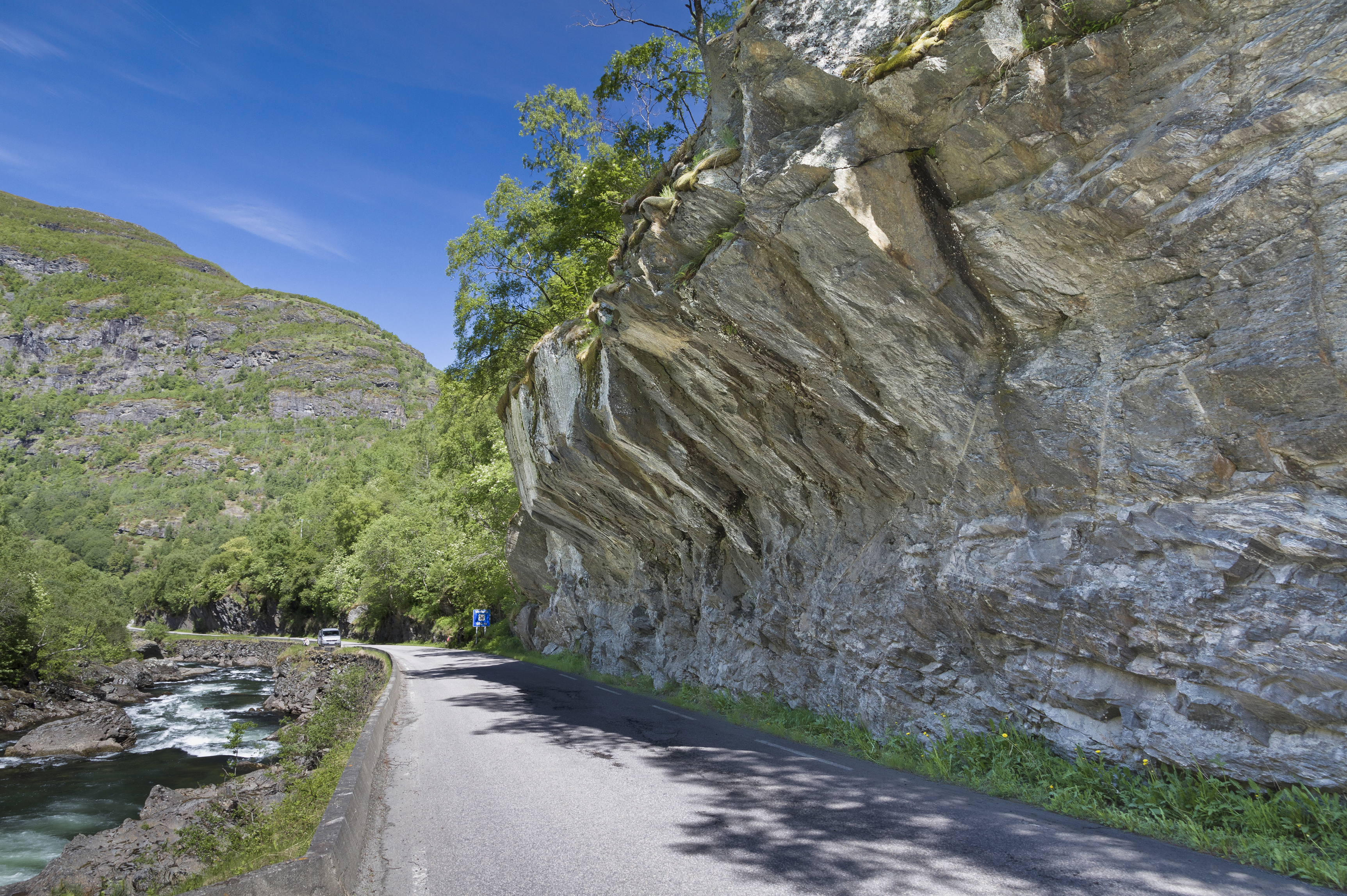
Lærdalen, Fv 630 verläuft längs des Lærdalselva, 2013

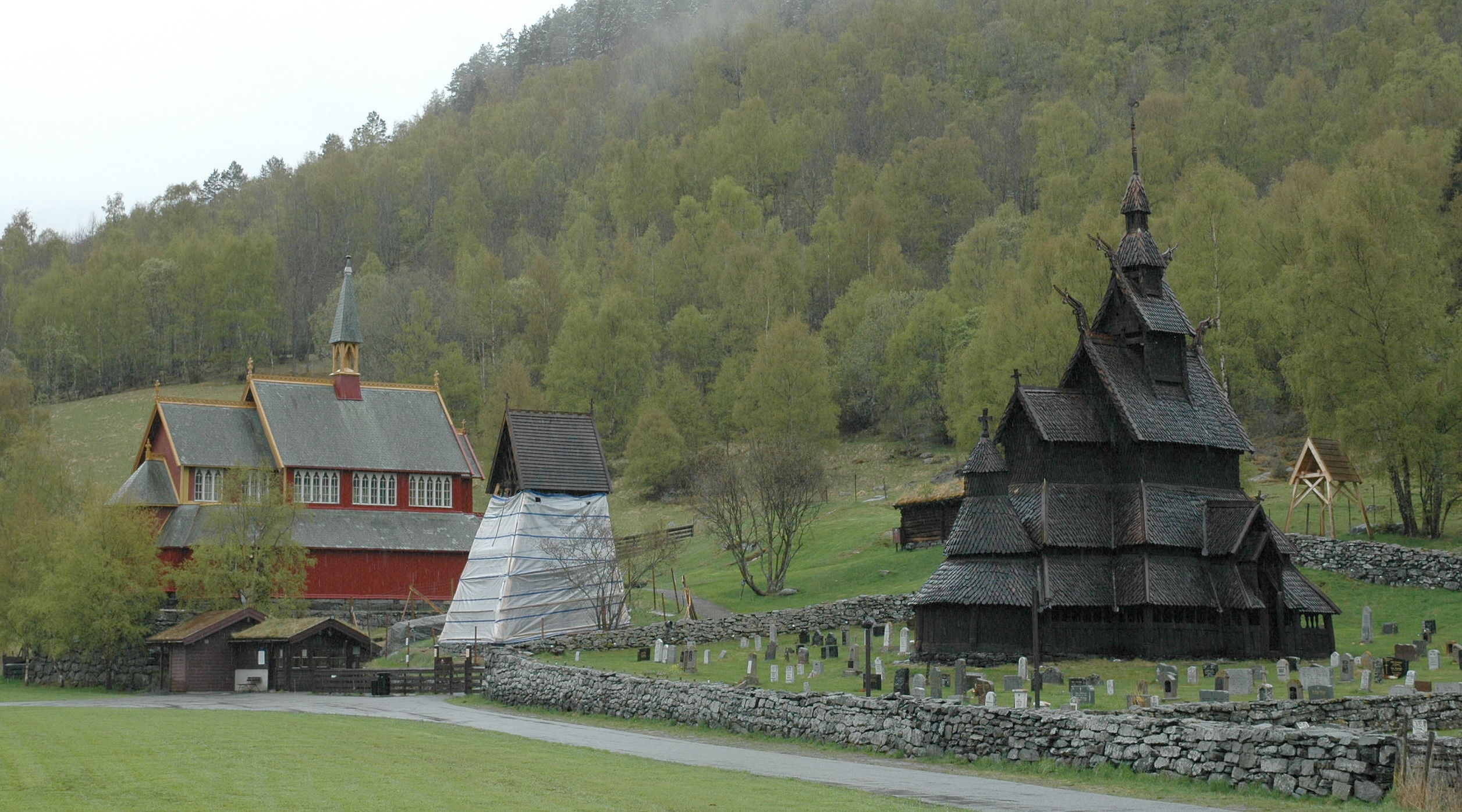
Stabkirche Borgund und neue Kirche, 2006

Lærdal ist eine norwegische Kommune in der Provinz Vestland. Sie befindet sich am südlichen Ufer des Sognefjords in der Region Indre Sogn und hat rund 2.200 Einwohner. Der Verwaltungssitz der Kommune befindet sich in Lærdalsøyri.

## Gemeinde

### Name und Wappen
Der Name der Gemeinde leitet sich vom altnordischen Wort Læradalr ab, das sich wahrscheinlich vom Namen des Flusses Lærr herleitet. Das altnordische Wort dalr bedeutet „Tal“.
Das Wappen der Kommune zeigt zwei gelbe, stilisierte Drachenköpfe auf rotem Grund. Das Motiv ist vom Dachschmuck der Stabkirche Borgund übernommen. Seit 1987 ist dieses Wappen zugelassen.

### Tusenårssted
Tusenårssted der Gemeinde ist Gamleøyri, der älteste Teil des Ortes Lærdalsøyri. 161 Holzgebäude repräsentieren typische Baustile des 18. und 19. Jahrhunderts. Im Jahr 1971 wurde Gamleøyri unter Denkmalschutz gestellt. Es gilt nach Ansicht des Riksantikvaren als wichtiges städtebauliches Ensemble, gleichwertig der mit Städten wie Røros, Bergen oder Gamle Stavanger. In der Nacht zum 19. Januar 2014 wurde Lærdalsøyri von einer schweren Brandkatastrophe getroffen, bei der 40 Häuser niederbrannten. Im Bereich Gamleøyri wurde neben zwei anderen Häusern das Synneva Eris hus zerstört.

### Nachbargemeinden
Lærdal grenzt im Norden an die Gemeinde Sogndal und Årdal. Im Osten befinden sich die Gemeinden Vang in der Provinz Innlandet und Hemsedal in der Provinz Buskerud. Im Süden schließen sich die Gemeinden Ål und Hol an, die ebenfalls zur Provinz Buskerud gehören. Im Südwesten befindet sich Aurland und im Westen Vik.

### Grenzveränderungen
Im Jahr 1860 wurde die Kommune Årdal und 1864 Borgund aus Lærdal ausgegliedert. 100 Jahre später schloss man Borgund sowie einen kleinen Teil der Gemeinde Årdal am Årdalsfjord wieder an die Kommune an. Seit 1992 gehört das Gebiet um Frønningen zu Lærdal. Es wurde aus der Gemeinde Leikanger ausgegliedert.

### Orte
- Borgund
- Frønningen
- Ljøsne
- Lærdalsøyri (Verwaltungssitz)
- Maristova
- Steinklepp
- Tønjum
- Vindedalen

## Verkehr
Durch Lærdal führte die Bergener Königsstraße (Den Bergenske Kongevei), die im 18. Jahrhundert errichtet wurde und von Bergen über Oslo, Schweden und Finnland bis nach St. Petersburg führte. Östlich von Lærdalsøyri sind an der Lærdalselva Reste der Straße bewahrt.
Lærdal ist namensgebend für den längsten Straßentunnel der Erde, den Lærdalstunnel, der die Orte Lærdalsøyri und Aurlandsvangen miteinander verbindet.

## Kultur und Sehenswürdigkeiten
In Lærdal befindet sich eine der schönsten Stabkirchen Norwegens, die Stabkirche von Borgund.
In Lærdal befindet sich das Wildlachsmuseum Norsk Villakssenter. Der Fluss Lærdalselva ist als guter Lachsfluss bekannt.

## Städtepartnerschaft
- Jericho, Palästinensische Autonomiegebiete, seit 1998[6]